# 9. Flak-Division
Die 9. Flak-Division war ein Großverband der Bodentruppen der deutschen Luftwaffe im Zweiten Weltkrieg. Zuständig war die Division bei Aufstellung für die Abwehr von einfliegenden gegnerischen Flugzeugen mittels Flugabwehrgeschützen in Nordfrankreich und später bei der deutschen Heeresgruppe Süd in der Sowjetunion.

## Vorgeschichte
Am 10. Juli 1940 als Luftverteidigungskommando 9 unter dem Kommando von Generalmajor Gerhard Hoffmann in Amiens aufgestellt, übernahm die spätere Division die nordfranzösische Luftraumverteidigung im Luftgau Belgien-Nordfrankreich. 
Am 8. März 1941 wurde der spätere Generalleutnant Otto Wilhelm von Renz neuer Kommandeur. 
Am 19. Juni 1941 Luftverteidigungskommando 9 nach Westfrankreich verlegt, mit Gefechtsstand im Raum Rambouillet, und dem Luftgaukommando Westfrankreich unterstellt. 
Im August 1941 wurde es an die Kanalküste der Normandie verlegt, wo sich ihr Gefechtsstand in Beauregard befand. 

## 9. Flak-Division
Zum 1. September 1941 wurde das Kommando in 9. Flak-Division umbenannt. 

### Verlegung an die Ostfront
Im Januar 1942 erfolgte die Verlegung der Division als Stab an die Ostfront. Hier übernahm der Stab / 9. Flak-Division am 22. Februar 1942 die Führung aller Flakkräfte im Bereich der Heeresgruppe Süd.  Unterstellt war die Division dabei dem I. Flakkorps (ab 25. November 1942 Luftwaffenkommando Kaukasus) bei der Luftflotte 4. Der Divisions-Gefechtsstand war zunächst in Poltawa.

#### Charkow 1942
Im April/Mai 1942 wurde ihr Gefechtsstand nach Charkow verlegt, wo die Division für die Luftabwehr im Bereich der 2. Armee und der 6. Armee zuständig war. Während der Schlacht bei Charkow zeichneten sich die Verbände der 9. Flak-Division aus, so dass sie am 21. Mai 1942 im Wehrmachtbericht genannt wurde. 
Am 29. Juni 1942 wurde Oberst Wolfgang Pickert neuer Divisionskommandeur. 

#### Fall Blau - Deutsche Sommeroffensive 1942
Ende Juli 1942 wurde die Division dann der 6. Armee unterstellt und rückte mit den vorstoßenden deutschen Verbänden in Richtung Stalingrad vor. 
Zu dieser Zeit unterstanden ihr folgende Regimenter:
- Flak-Regiment 12
- Flak-Regiment 37
- Flak-Regiment 91
- Flak-Regiment 104 (wenig später herausgelöst)

#### Stalingrad
Bei Beginn der Schlacht um Stalingrad erreichten einzelne Batterien der Division am 23. August 1942 das nördliche Wolgaufer. 
Die Batterien waren von Beginn der Kämpfe an in die schweren Gefechte der deutschen Verbände mit den sowjetischen Verteidigern verwickelt. In den nächsten Wochen kam es zum Abschuß von 122 Flugzeugen und der Zerstörung von 299 Panzern. Die am Fluß stehenden Geschütze versenkten bis Ende September 1942 8 Schiffe, ein Kanonenboot, 20 Kleinbooten und zwei Pontons.
Zunehmend wurden danach Geschütze der schweren Batterien der Division als Flakkampftrupps bei den Straßenkämpfen innerhalb von Stalingrad eingesetzt. Bei dem Durchbruch der sowjetischen Streitkräfte wurden durch die Rote Armee 12 schwere und 13 mittlere und leichte Flak-Batterien der 9. Flak-Division im Kessel von Stalingrad eingeschlossen. Auch die Masse des Divisionskommandos sowie der Divisionskommandeur Pickert.
Die Division erhielt in der Folge von Generaloberst Friedrich Paulus den Auftrag, den Flugplatz Pitomnik zu schützen, um die Versorgungsflüge der Luftwaffe zu sichern. Pickert selber wurde in diesem Zuge zum „General der Luftwaffe beim AOK 6“ (Armeeoberkommando) ernannt, wobei seine Division damit ausschließlich der 6. Armee zugewiesen wurde. 
Am 26. November 1942 waren bereits 30 % der Geschütze der 9. Flak-Division ausgefallen. Wegen des dramatischen Treibstoffmangels fielen dann auch bis Ende Dezember 1942 sämtliche Verlegungsmöglichkeiten der schweren Geschütze weg, so dass diese nur noch ortsfest eingesetzt werden konnten. 
Am 15. Januar 1943 wurde General Pickert aus dem Kessel ausgeflogen, um bei Wolfram von Richthofen, dem Oberbefehlshaber der Luftflotte 4, und Generalfeldmarschall Erich von Manstein über die Lage im Kessel zu berichten. In der Nacht zum 16. Januar 1943 flog Pickert in den Kessel zurück. Auf dem vorgesehenen Landeplatz war die aktuelle Frontlage jedoch unklar. Der Pilot hatte zuvor von Richthofen die klare Anweisung erhalten, bei unklaren Verhältnissen nicht zu landen, sondern zurückzukehren, was er schließlich, trotz Pickerts energischer Proteste, tat. 

#### Vernichtung im Kessel
Die 9. Flak-Division blieb ohne ihren Divisionskommandeur im Kessel. Die letzte Nachricht des Flakregiments 37 wurde am 28. Januar aufgefangen, die des Flak-Regiments 104 am 30. Januar 1943. Am 2. Februar 1943 wurden die Kampfhandlungen im Kessel eingestellt. Die Reste der Division gerieten in sowjetische Gefangenschaft.

#### Statistik der ersten 9. Flak-Division
Zwischen dem 10. Juli 1940 bis 2. Februar 1943 werden den Regimentern der 9. Flak-Division 600 Flugzeugabschüsse sowie der Abschuss von 913 Panzer zugerechnet. Was transparent den Schwerpunkt des Einsatz auf dem östlichen Kriegsschauplatz spiegelt.

### Neuaufstellung
Noch im Februar 1943 erhielt Pickert den Auftrag zur Neuaufstellung einer 9. Flak-Division, die wiederum der Luftflotte 4 unterstellt wurde. Eingesetzt wurde die 9. Flak-Division, bestehend aus den Flak-Regimentern 27, 42 und 77 (wenig später herausgelöst), ab Anfang April 1943 auf der Krim, der Halbinsel Kertsch sowie im Kuban-Brückenkopf.

#### Kuban-Brückenkopf
Die Division wurde am 8. November 1943 und am 8. Mai 1944 für ihre verlustreichen Kämpfe bei den Rückzugsgefechten am Kuban-Brückenkopf sowie den Rückzugskämpfen auf der Krim im Wehrmachtbericht genannt. 

#### Auffrischung in Rumänien
Anschließend kam die Division mit den fast zerschlagenen Resten der Flak-Regimenter 27 und 42 zur Auffrischung nach Rumänien.

#### Verlegung in den Raum Breslau
Nach Abschluß der Auffrischung wurde die Division nach Schlesien, wo der Divisionsstab in Breslau stationiert wurde, verlegt. 
Am 27. Mai 1944 wurde Pickert von Oberst Wilhelm von Koolwiyk abgelöst, der das Kommando nur bis 22. Juni 1944 als vorübergehender Kommandeur innehatte. 
Sein Nachfolger wurde am 23. Juni 1944 der spätere Generalleutnant Adolf Pirmann, der die Division bis Kriegsende führte.

#### Verlegung nach Frankreich
Anfang September 1944 nach dem Zusammenbruch der Front in der Normandie, wurde die Division mit ihren 18 schweren und 18 mittleren und leichten Batterien an die Westfront verlegt, wo sie an den Kämpfen um Metz teilnahm. 
Unterstellt war sie dabei dem IV. Flak-Korps. Ihr Gefechtsstand befand sich in Bolchen. Im Raum Metz angekommen, wurde die Division noch einmal verstärkt. 
Im November 1944 gliederte sie sich wie folgt:
- Flak-Regiment 27
- Flak-Regiment 42
- Flak-Regiment 45
- Flak-Regiment 86
- Flak-Regiment 169

Der Rückzug der deutschen Truppen führte die 9. Flak-Division zunächst nach Saarbrücken, dann Neunkirchen und Kaiserslautern. 
Im März 1945 lag der Gefechtsstand in Germersheim und am 3. April 1945 in Göppingen. 

### Kapitulation
Am 4. Mai 1945 befand sich der Gefechtsstand bei Neudorf bei Rosenheim, wo der Stab an diesem Tag in amerikanische Gefangenschaft geriet.

### Schicksal der einzelnen Verbände der Division
Der Verbleib der ihr unterstellten Regimenter war wie folgt:
- 19. Flak-Brigade: bis 27. April 1945 im Raum Frankfurt am Main zerschlagen
- Flak-Regiment 27: bei Kriegsende in Rosenheim, anschließend amerikanische Kriegsgefangenschaft
- Flak-Regiment 42: bei Kriegsende in Rosenheim, anschließend amerikanische Kriegsgefangenschaft
- Flak-Regiment 45: unbekannt
- Flak-Regiment 86: bei Kriegsende in Raum Rosenheim, anschließend amerikanische Kriegsgefangenschaft
- Flak-Regiment 169: bei Kriegsende in Rosenheim, anschließend amerikanische Kriegsgefangenschaft[3]